# Robert Selfelt
Johan Robert Selfelt (ur. 22 maja 1903 w Fägre, zm. 24 sierpnia 1987 w Karlsborgu) – szwedzki jeździec, srebrny i brązowy medalista z Londynu w WKKW. Reprezentował klub K4 IF.